# 皮拉斯 (塞维利亚省)
皮拉斯，是西班牙安达卢西亚自治区塞维利亚省的一个市镇。总面积46平方公里，总人口11186人（2001年），人口密度243人/平方公里。